# Bălești (okręg Vrancea)
Bălești – wieś w Rumunii, w okręgu Vrancea, w gminie Bălești. W 2011 roku liczyła 1941 mieszkańców.